# Leucandrilla
Leucandrilla és un gènere d'esponja calcària de la familia Grantiidae. Aquest gènere va ser descrit per primera vegada per Radovan Borojevic, Nicole Boury-Esnault i Jean Vacelet el 2000.

## Taxonomia
El gènere inclou diverses espècies,
- Leucandrilla intermedia (Row, 1909)
- Leucandrilla lanceolata (Row & Hôzawa, 1931)
- Leucandrilla quadriradiata (Cóndor-Luján, Louzada, Hajdu & Klautau, 2018)
- Leucandrilla wasinensis (Jenkin, 1908)